# Едикт от Болио
Едиктът от Болио (на френски: L’édit de Beaulieu) се нарича документът, с който на 6 май 1576 г. се поставя край на петата религиозна война във Франция. Наричан е също „мирът на Мосю“ (на френски: Le paix de Monsieur) заради ролята, която има за подписването му Франсоа д'Алансон, единственият останал жив брат на краля, Анри ІІІ. Правителството е принудено да сключи мир и да издаде едикта, защото държавата е пред банкрут и няма пари да се плати на армия, която да спре сериозните хугенотски сили, събрани край Мулен.